# Black and Yellow
Black and Yellow는 미국의 힙합 가수 위즈 칼리파의 노래이다. 그의 대표적인 앨범 중 하나인 Rolling Papers에 수록되어 있으며, 위즈 칼리파의 첫 번째 빌보드 핫 100차트 1위곡이기도 하다.

## 곡 목록
- Digital download[1]

1. "Black and Yellow" (Explicit Album Version) – 3:37

- Digital download (G-Mix)[2]

1. "Black and Yellow" (G-Mix) (featuring Snoop Dogg, Juicy J & T-Pain) – 4:38